# Matteo Bono
Matteo Bono (Iseo, 11 novembre 1983) è un ex ciclista su strada italiano, professionista dal 2006 al 2018, sempre in maglia Lampre/UAE Emirates.

## Carriera
Corridore sin dall'età di 11 anni, inizia la carriera nella Polisportiva Camignone, società tra le cui file resterà fino alla categoria juniores, all'età di 18 anni; durante i due anni nella categoria Juniores vince una sola corsa, in quel di Bornato, dopo una fuga solitaria di 30 km.
All'età di 19 anni, giunto il momento di fare il salto nella categoria dilettanti, passa alla Colibrì-Unidelta di Salò, voluto dal direttore sportivo Bruno Leali. Nei quattro anni passati nella società gardesana (conosciuta anche come Egidio/Unidelta) Bono ricopre spesso ruoli di gregariato: nell'anno 2005, comunque, vince una delle più importanti corse del calendario internazionale, il Trofeo Città di Brescia, classica corsa in notturna nella città di Brescia, battendo l'argentino Alejandro Borrajo; nello stesso anno ottiene anche numerosi piazzamenti.
Nel 2006, dopo alcuni mesi da stagista nella stagione precedente, arriva il passaggio al professionismo con la Lampre-Fondital, la squadra diretta da Giuseppe Saronni ma per cui collaborano anche i bresciani Giuseppe Martinelli, Fabrizio e Guido Bontempi. Da allora ha ottenuto tre vittorie: i primi due successi nel 2007, una tappa alla Tirreno-Adriatico e una al Tour de Romandie, mentre nel 2011 vince la quinta tappa dell'Eneco Tour, altra gara World Tour.
Nelle tredici stagioni di attività con la maglia della formazione di Saronni (divenuta UAE Emirates nel 2017) partecipa anche, come gregario, a cinque edizioni del Giro d'Italia e sei del Tour de France. Si ritira dalle corse a fine 2018.

## Palmarès
- 2005 (Egidio-Unidelta-Garda-Colibrì)

Trofeo Città di Brescia
- 2007

6ª tappa Tirreno-Adriatico (San Giacomo)
3ª tappa Tour de Romandie (Charmey)
- 2011

5ª tappa Eneco Tour (Genk > Genk)

## Piazzamenti

### Grandi Giri
- Giro d'Italia

2007: 139º
2009: 123º
2010: 86º
2012: 99º
2014: 77º
- Tour de France

2008: 117º
2011: 93º
2013: ritirato (8ª tappa)
2015: 118º
2016: 136º
2017: 111º
- Vuelta a España

2013: 143º

### Classiche monumento
- Milano-Sanremo

2014: ritirato
2015: 112º
2016: 147º
2018: ritirato
- Parigi-Roubaix

2017: ritirato
- Liegi-Bastogne-Liegi

2010: 135º
2013: ritirato
2014: 114º
2015: 64º
2016: 95º
2017: 126º
2018: ritirato
- Giro di Lombardia

2012: ritirato
2013: ritirato
2014: ritirato
2016: ritirato